# Rukeneddín
Rukeneddín (en árabe: ركن الدين‎ rkn al-dīn) o también Ruknaddine, es un distrito municipal de Damasco, en Siria. Según el censo de 2004, en él vivían 92.646 personas. Se encuentra en la ladera sur del Monte Qasiún, el cual se engloba en este distrito. Históricamente ha sido el área kurda de la ciudad.

## Etimología
Rkn (pronunciado /'rukun/) significa «rincón» o «esquina», y dīn es «religión», que se le suma el artículo al- (cambiado a ad- por preceder a una consonante solar). Por lo tanto, Rukeneddín se podría traducir como «Rincón religioso». Sin embargo, el nombre procede de un nombre propio; Originalmente Rukeneddín fue llamado así por Rukn al-Din Mankuris al-Faliki al-Aadili (ركن الدين منكورس الفلكي العادلي) quién era servidor y compañero de Falik al-Din Suleiman al-Aadili (فلك الدين سليمان العادلي), hermano de al-Aadil Seif al-Alboroto Abu Bakr Bin Ayoub (العادل سيف الدين أبو بكر بن أيوب), sucesor de Saladino.

## Historia
El pueblo, que hasta 1975 fue independiente de Damasco, se fundó en el periodo ayubí, alrededor del año 1170.
El distrito comprende la famosa madraza de al-Rukniyeh en la plaza Shamdine, donde Rukn al-Din Mankuris fue enterrado.
En Rukeneddín nació Ahmed Kuftaro (1915-2004), Gran muftí de Siria, fue enterrado en la mezquita Abu Nur del barrio en 2004.
El 21 de marzo de 1986, los kurdos del barrio intentaron organizar una fiesta común para celebrar el Año Nuevo kurdo-iraní, el Nouruz, pero estos intentos fueron sofocados agresivamente por las fuerzas de seguridad estatales asesinado a un joven kurdo que venía de Qamishli.
El 4 de mayo de 2015, durante la Guerra civil siria, integrantes de la banda terrorista Jabhat Fateh al-Sham entraron en el distrito y se suicidaron mediante varias motos bomba contra fuerzas de seguridad.
En Rukeneddín se concentran tres clubs de fútbol: el Barada Damasco, el Wahda SC y el Jaish SC.

## Barrios
- Asad ad-Din (34.314 hab.)
- Ayyubiyah (13.089 hab.)
- Al-Fayhaa (11.330 hab.)
- Al-Naqshabandi (33.913 hab.)